# Azeville
Cet article possède un paronyme, voir Ozeville.
Azeville (prononcer /azvil/) est une commune française, située dans le département de la Manche en région Normandie, peuplée de 77 habitants.

## Géographie

### Localisation
La commune est à l'est de la péninsule du Cotentin. Son bourg est à 6,5 km au sud-est de Montebourg et à 7 km au nord de Sainte-Mère-Église.
| Émondeville | Saint-Marcouf          | Saint-Marcouf |
| Émondeville | Azeville               | Ravenoville   |
| Fresville   | Fresville, Ravenoville | Ravenoville   |

### Géologie et relief
Le point culminant (34 m) se situe au nord-est, sur la pente d'une colline qui atteint 36 m sur le territoire voisin de Saint-Marcouf. Le point le plus bas (6 m) correspond à la sortie du ruisseau des Moulingolles du territoire, au sud.

### Hydrographie
La commune est située dans le bassin Seine-Normandie. Elle est drainée par le Brocq et le ruisseau des Moulingolles,,.

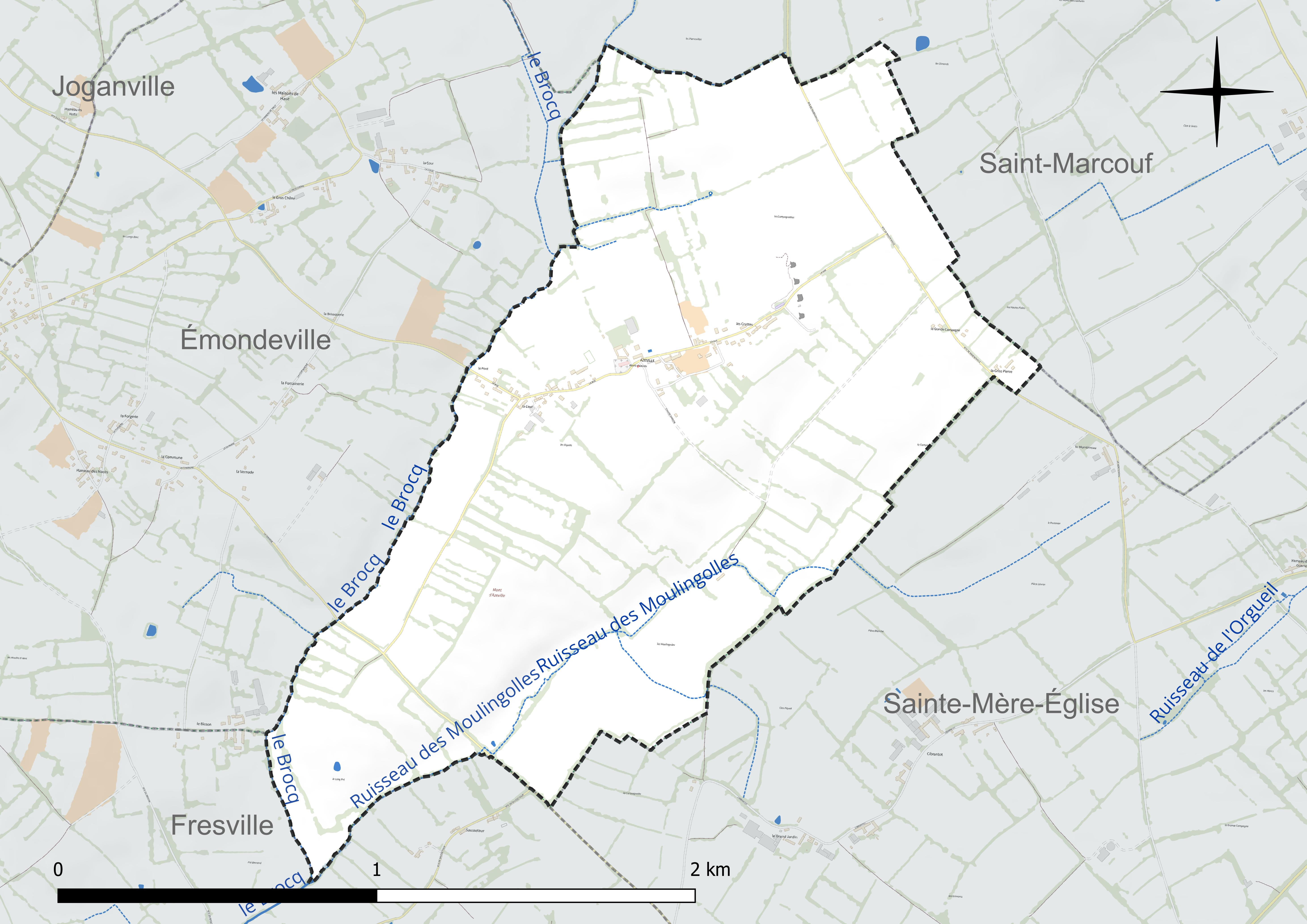
Réseau hydrographique d'Azeville.

### Climat
Pour des articles plus généraux, voir Climat de la Normandie et Climat de la Manche.
En 2010, le climat de la commune est de type climat océanique franc, selon une étude du Centre national de la recherche scientifique s'appuyant sur une série de données couvrant la période 1971-2000. En 2020, Météo-France publie une typologie des climats de la France métropolitaine dans laquelle la commune est exposée à un climat océanique et est dans la région climatique Normandie (Cotentin, Orne), caractérisée par une pluviométrie relativement élevée (850 mm/a) et un été frais (15,5 °C) et venté. Parallèlement le GIEC normand, un groupe régional d'experts sur le climat, différencie quant à lui, dans une étude de 2020, trois grands types de climats pour la région Normandie, nuancés à une échelle plus fine par les facteurs géographiques locaux. La commune est, selon ce zonage, exposée à un « climat maritime », correspondant au Cotentin et à l'ouest du département de la Manche, frais, humide et pluvieux, où les contrastes pluviométrique et thermique sont parfois très prononcés en quelques kilomètres quand le relief est marqué.
Pour la période 1971-2000, la température annuelle moyenne est de 11,2 °C, avec une amplitude thermique annuelle de 10,5 °C. Le cumul annuel moyen de précipitations est de 746 mm, avec 13,2 jours de précipitations en janvier et 7,9 jours en juillet. Pour la période 1991-2020, la température moyenne annuelle observée sur la station météorologique la plus proche, située sur la commune de Sainte-Marie-du-Mont à 11 km à vol d'oiseau, est de 11,6 °C et le cumul annuel moyen de précipitations est de 890,0 mm,. Pour l'avenir, les paramètres climatiques de la commune estimés pour 2050 selon différents scénarios d'émission de gaz à effet de serre sont consultables sur un site dédié publié par Météo-France en novembre 2022.

## Urbanisme

### Typologie
Au 1er janvier 2024, Azeville est catégorisée commune rurale à habitat dispersé, selon la nouvelle grille communale de densité à sept niveaux définie par l'Insee en 2022.
Elle est située hors unité urbaine et hors attraction des villes,.

### Occupation des sols

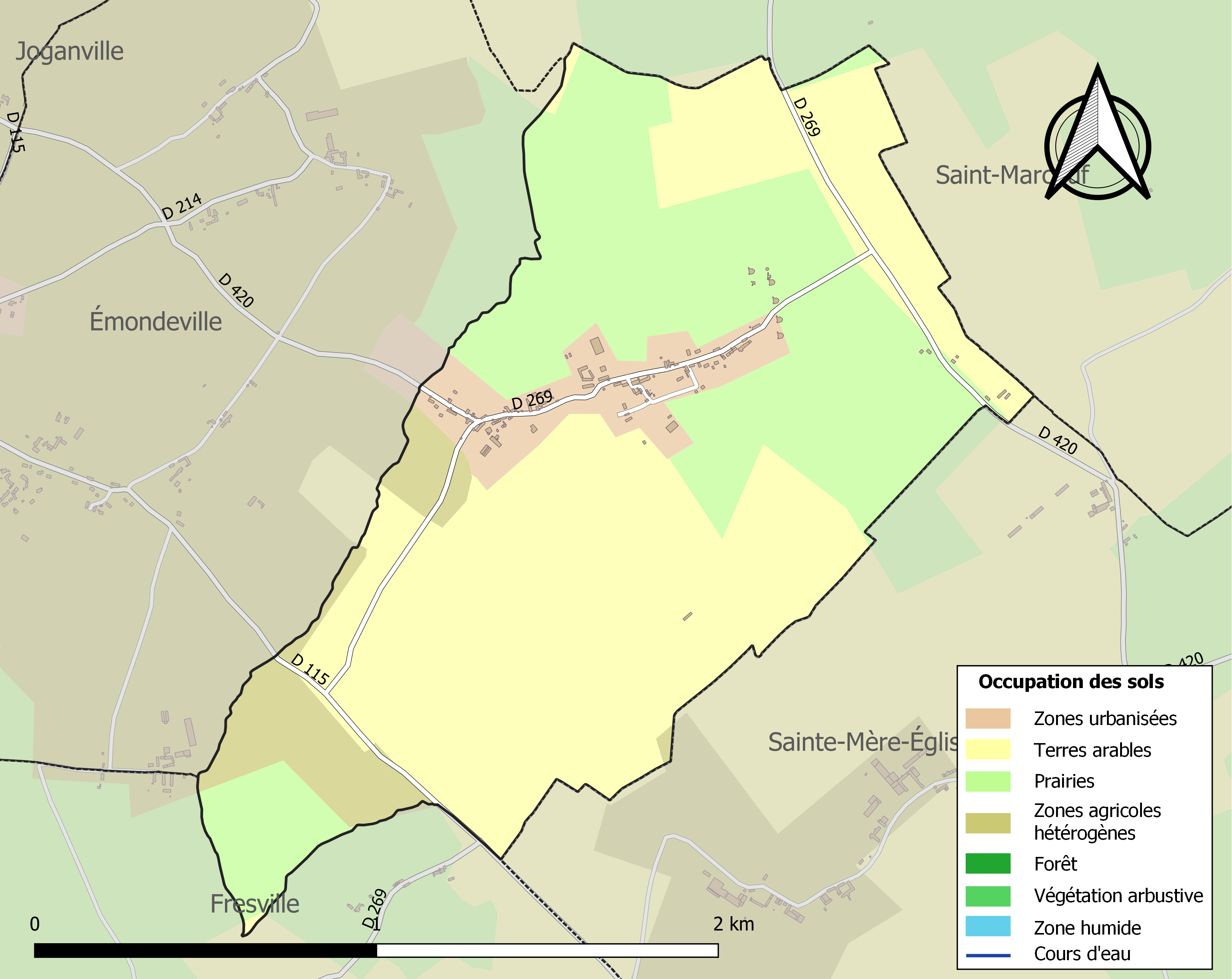
Carte des infrastructures et de l'occupation des sols de la commune en 2018 (CLC).

L'occupation des sols de la commune, telle qu'elle ressort de la base de données européenne d'occupation biophysique des sols Corine Land Cover (CLC), est marquée par l'importance des territoires agricoles (92,7 % en 2018), en diminution par rapport à 1990 (100 %).
La répartition détaillée en 2018 est la suivante : terres arables (49,4 %), prairies (35,7 %), zones agricoles hétérogènes (7,6 %), zones urbanisées (7,3 %).
L'évolution de l'occupation des sols de la commune et de ses infrastructures peut être observée sur les différentes représentations cartographiques du territoire : la carte de Cassini (XVIIIe siècle), la carte d'état-major (1820-1866) et les cartes ou photos aériennes de l'IGN pour la période actuelle (1950 à aujourd'hui).

## Toponymie
Le nom de la localité est attesté sous les formes Asevilla vers 1160, et vers 1210/1220, en 1240 et encore vers 1280.
Il s'agit d'une formation toponymique médiévale en -ville au sens ancien de « domaine rural » dont le premier élément Ase- représente un anthroponyme.
La plupart des toponymistes considère qu'Ase- représente un nom de personne germanique occidental, qu'ils donnent sous différentes formes : Aizo; Azzo ou Aszo,.
Il a donné l'ancien prénom Aze qui se perpétue dans le nom de famille Aze, encore en usage dans le Cotentin.
Le gentilé est Azevillais.

## Histoire

### Moyen Âge
Le registre des fiefs de Philippe Auguste, réalisé entre 1204 et 1212, porte, à l'année 1208, la mention : « Richard d'Azeville tient de Robert de Courcy la huitième partie d'un fief à Azeville (Ricardus de Asevilla tenet octavam partem unius apud Asevillam) ».

### Temps modernes
La seigneurie fut tenu par la suite par les familles de Grimouville (XVe – XVIe siècles), dont Jehan de Grimouville, seigneur en 1508-1510, d'Azeville, de Saint-Germain-de-Tournebut et de Tourneville (Annoville), et, en 1588, Jean de Grimouville qui est dit seigneur d'Azeville et de Tournebut, famille de Saint-Gilles (1640), famille Le Berceur (fin du XVIIe siècle) avec Hervé II Le Berceur (1641-1696) cité en 1666 comme seigneur d'Azeville. Celui-ci reçu, en 1675, de Louis XIV des lettres patentes érigeant la terre et la seigneurie de Fontenay en marquisat. Ces lettres portaient « union au fief de Fontenay saint Marcouf, du fief de Mondeville (Émondeville), de la seigneurie et prevosté d'Azeville avec le fief de Coursy », puis le marquis de Souhar au début du XVIIIe siècle.
Lors de la recherche de noblesse de Roissy, en 1598, fut maintenu noble à Azeville la famille de Saint-Gilles « veu leurs titres ».
En 1623, Madeleine de la Vigne, épouse de Jean de Tourlaville, prit le titre de dame d'Émondeville et d'Azeville.

### Époque contemporaine
Lors de la Seconde Guerre mondiale, la batterie d'Azeville était l'une des plus importantes de la Manche.

## Politique et administration

### Circonscriptions administratives avant la Révolution
La paroisse d'Azeville relevait sous l'Ancien Régime de l'intendance de Caen, de l'élection de Carentan et de la sergenterie de Montebourg.

### Circonscriptions administratives depuis la Révolution
De 1790 à 1795, la commune fit partie du district de Valognes, puis à sa création de l'arrondissement de Valognes de 1800 à 1926, et depuis cette date, elle fait partie de celui de Cherbourg. En 1790, la commune est incluse dans le canton de Montebourg, puis en 2015, dans celui de Valognes.

### Les maires
| Période                                  | Période   | Identité           | Étiquette | Qualité               |
| ---------------------------------------- | --------- | ------------------ | --------- | --------------------- |
| 1995                                     | mars 2008 | Roger Lebarbenchon | SE        | Inspecteur d'académie |
| mars 2008                                | 2010      | Éric Desmares      | SE        | Chef d'entreprise     |
| 2010                                     | mars 2014 | Patrice Valot      | SE        | Ouvrier               |
| mars 2014                                | En cours  | Nicolas Poisson    | SE        | Agriculteur-éleveur   |
| Les données manquantes sont à compléter. |           |                    |           |                       |

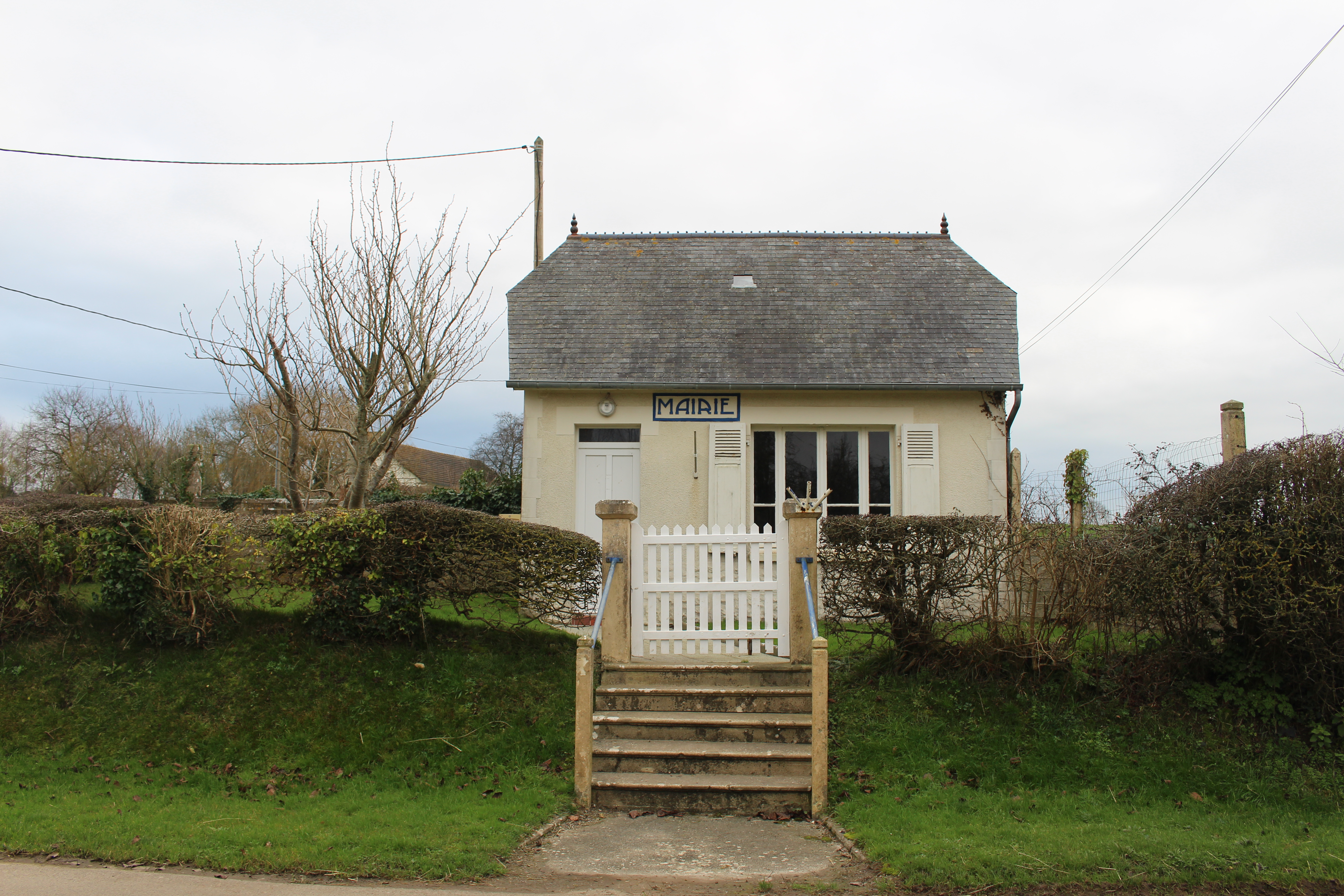
Mairie.

Le conseil municipal est composé de sept membres dont le maire et un adjoint.

## Démographie

### Sous l'Ancien régime
Masseville, en 1722, donne 46 feux imposables, Saugrain, en 1735, et Dumoulin, en 1765, donnent 36 feux, et Expilly, 164 habitants.

### Depuis la Révolution
L'évolution du nombre d'habitants est connue à travers les recensements de la population effectués dans la commune depuis 1793. Pour les communes de moins de 10 000 habitants, une enquête de recensement portant sur toute la population est réalisée tous les cinq ans, les populations de référence des années intermédiaires étant quant à elles estimées par interpolation ou extrapolation. Pour la commune, le premier recensement exhaustif entrant dans le cadre du nouveau dispositif a été réalisé en 2008.
En 2022, la commune comptait 77 habitants, en évolution de −14,44 % par rapport à 2016 (Manche : −0,31 %, France hors Mayotte : +2,11 %).
Azeville a compté jusqu'à 265 habitants en 1846.
| 1793 | 1800 | 1806 | 1821 | 1831 | 1836 | 1841 | 1846 | 1851 |
| ---- | ---- | ---- | ---- | ---- | ---- | ---- | ---- | ---- |
| 185  | 164  | 195  | 213  | 212  | 257  | 262  | 265  | 263  |

| 1856 | 1861 | 1866 | 1872 | 1876 | 1881 | 1886 | 1891 | 1896 |
| ---- | ---- | ---- | ---- | ---- | ---- | ---- | ---- | ---- |
| 202  | 200  | 233  | 202  | 190  | 183  | 185  | 181  | 164  |

| 1901 | 1906 | 1911 | 1921 | 1926 | 1931 | 1936 | 1946 | 1954 |
| ---- | ---- | ---- | ---- | ---- | ---- | ---- | ---- | ---- |
| 147  | 136  | 120  | 94   | 110  | 104  | 115  | 91   | 95   |

| 1962 | 1968 | 1975 | 1982 | 1990 | 1999 | 2006 | 2008 | 2013 |
| ---- | ---- | ---- | ---- | ---- | ---- | ---- | ---- | ---- |
| 109  | 102  | 109  | 83   | 73   | 78   | 78   | 78   | 92   |

| 2018 | 2022 | - | - | - | - | - | - | - |
| ---- | ---- | - | - | - | - | - | - | - |
| 80   | 77   | - | - | - | - | - | - | - |

## Économie
La commune se situe dans la zone géographique des appellations d'origine protégée (AOP) Beurre d'Isigny et Crème d'Isigny.

## Culture locale et patrimoine

### Lieux et monuments

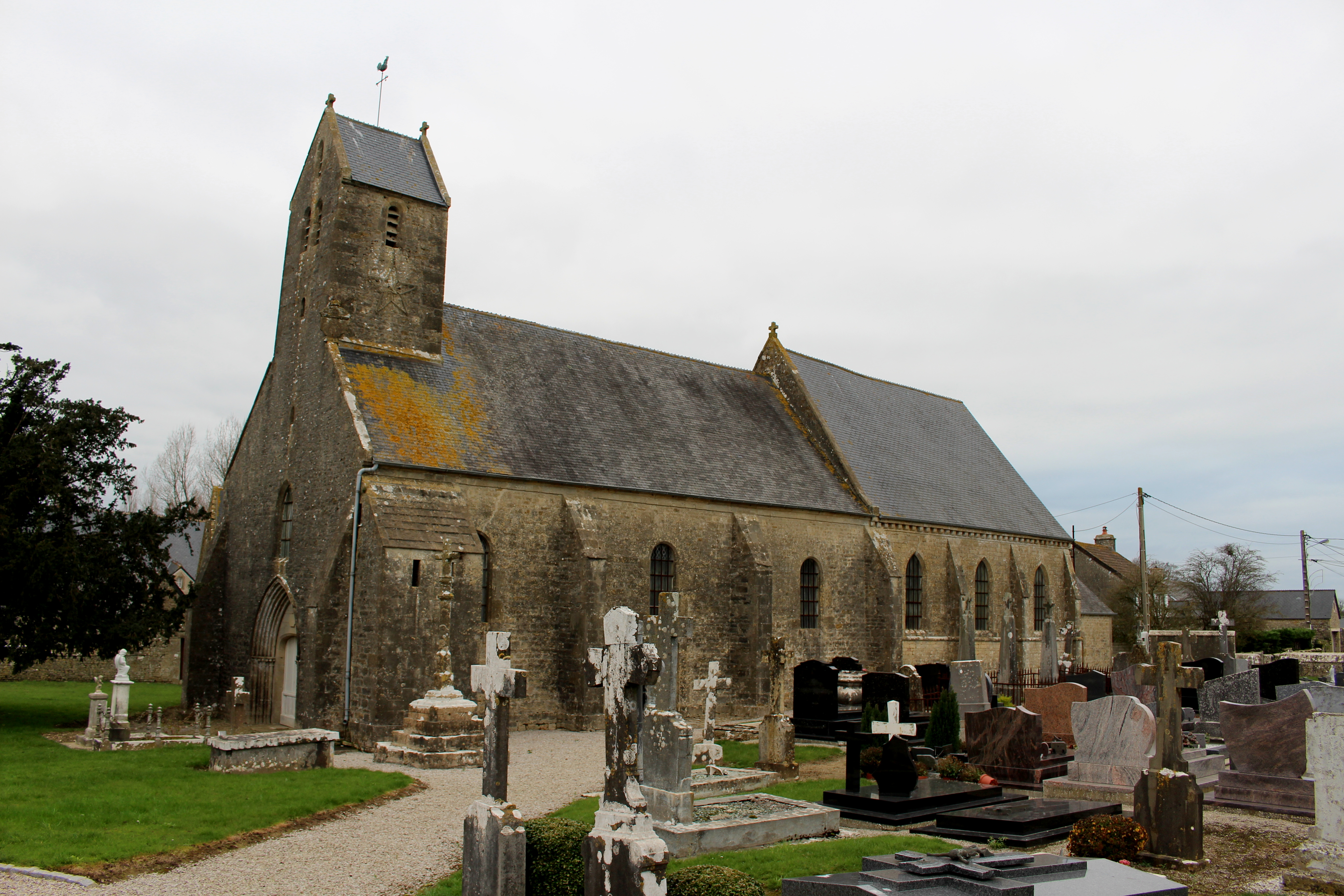
Azeville, Manche.

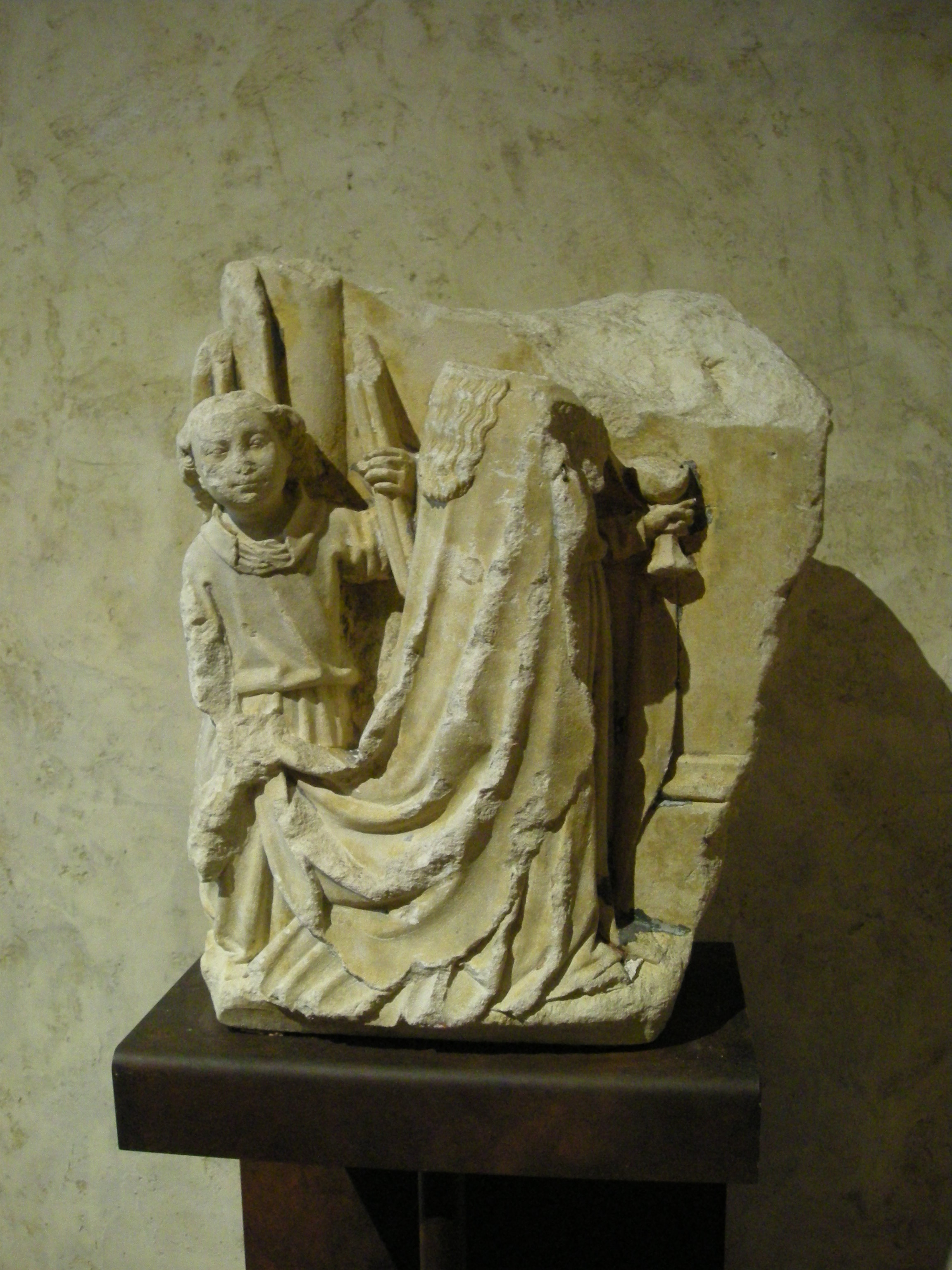
Communion de sainte Avoye (statue en calcaire en provenance de l'église d'Azeville).

- Batterie d'Azeville. Cette batterie de tir arrière, située au lieu-dit les Campagnettes, à quatre kilomètres des côtes, était composée de quatre blockhaus abritant quatre pièces de 105 mm Schneider d'une portée de dix kilomètres reliés à celles de Crisbecq[23]. Le conseil général de la Manche l'a transformée en musée, elle se visite toute l'année, permettant de prendre les chemins souterrains encore en état.
- Église Saint-Nicolas-et-Saint-Gilles des XIIIe – XVIIIe siècles, avec son portail roman en tiers-point du XIIIe et un cadran solaire du XVIIIe sur le clocher. Elle abrite un maître-autel et retables avec tableaux l'Adoration des bergers et l'Agneau mystique du XVIIe, deux autels secondaires, retables et tableaux de saint Sébastien du XVIIIe et la donation du rosaire du XVIIe, une cloche dite Saint-Nicolas du XVIIIe, classés au titre objet aux monuments historiques[35]. Sont également conservé des fonts baptismaux du XIVe, un bas-relief de la communion de sainte Avoye du XVe[23].
- Maison de la Cour d'Azeville du XVIIe siècle.
- Le manoir d'Azeville.
- Croix de cimetière du XVe et croix de chemin (mission de 1879).